# Herédia (província)
Herédia (em castelhano: Heredia) é uma província da Costa Rica, sua capital é a cidade de Heredia. A província cobre uma área de 2 657 km² e tem uma população de 512 172 habitantes (2018).

## Geografia
Está localizada no centro-norte do país. Ao norte faz fronteira com a Nicarágua, a oeste faz divisa com a Província de Limón, a sul com a Província de São José, e a oeste com a Província de Alajuela.
É atravessada pela cordilheira central, que culmina no vulcão Barba. O resto da província é constituída por uma grande planície. A província é banhada pelos rios Sarapiquí e Chirripó.

## Economia
A província produz cana-de-açúcar, feijão, frutas e muito café.

## Cantões
A província está subdividida em 10 cantões (capitais entre parênteses):
| Mapa dos cantões da província de Heredia | - Barva (Barva) - Belén (San Antonio) - Flores (San Joaquín) - Heredia (Heredia) - San Isidro (San Isidro) - San Pablo (San Pablo) - San Rafael (San Rafael) - San Rafael (Santa Bárbara) - Santo Domingo (Santo Domingo) - Sarapiquí (Puerto Viejo) |